# Taponas
Taponas település Franciaországban, Rhône megyében. Lakosainak száma 908 fő (2022. január 1.). Taponas Genouilleux, Guéreins, Dracé és Belleville-en-Beaujolais községekkel határos.

## Népesség
A település népessége az elmúlt években az alábbi módon változott:
| Lakosok száma | 945  | 972  | 988  | 976  | 952  | 927  | 903  | 894  | 908  |
|               | 2013 | 2015 | 2016 | 2017 | 2018 | 2019 | 2020 | 2021 | 2022 |